# ハリセン

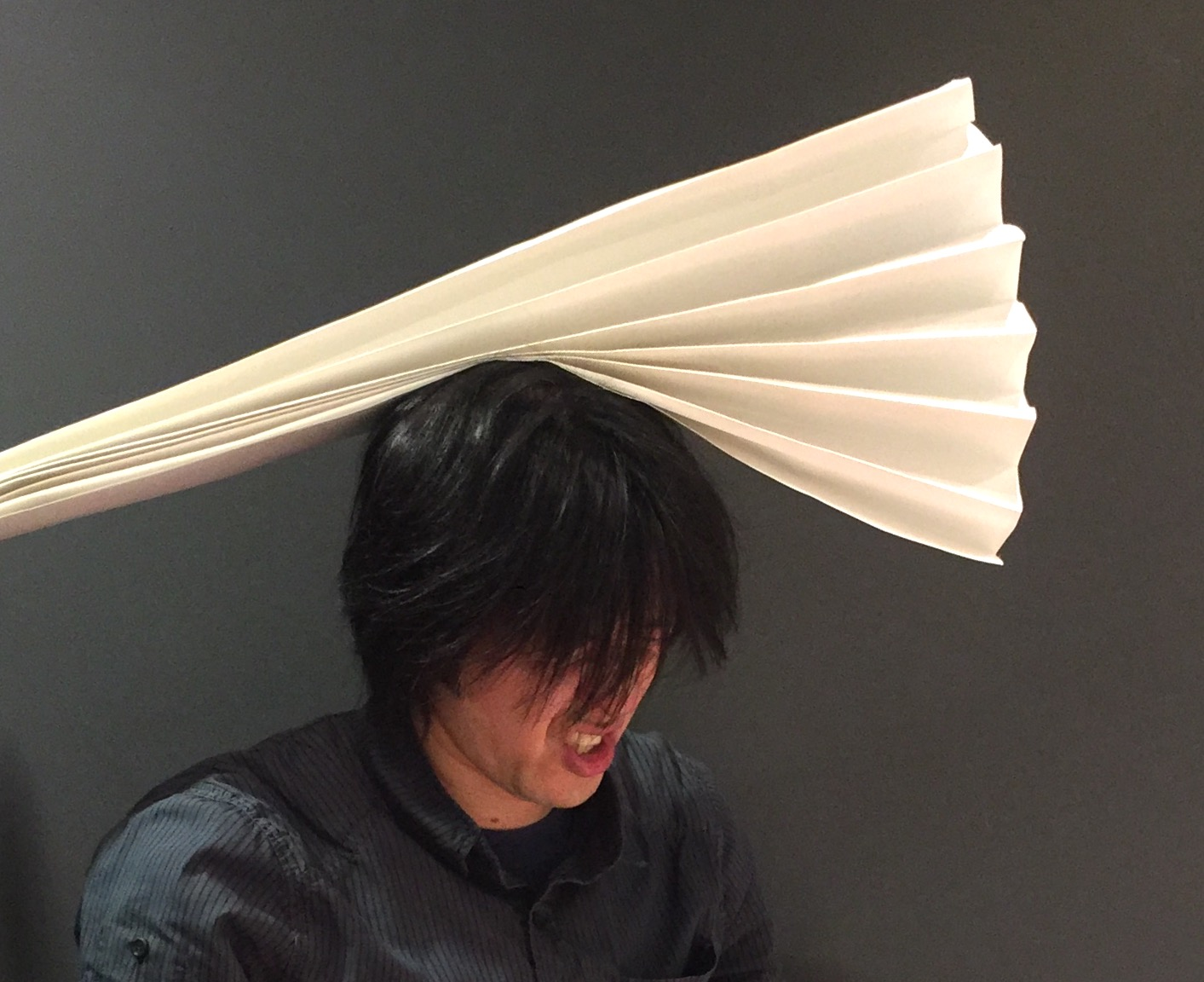
ハリセンで頭部を叩かれた瞬間

ハリセン（張り扇）は、日本の漫才・コントなどで用いられる小道具のひとつ。
昭和期にお笑いグループ・チャンバラトリオのメンバー・南方英二が考案した。
「張り倒すための扇子」を略して「張り扇」と称するとされるが、形状や役割は古典萬歳における張扇（はりおうぎ/はりせん）に由来している（後述）。

## 概要

### 先史
古典的な萬歳からしゃべくり漫才の成立にいたる前後、太夫（ツッコミと同様の役割）が、扇子（中啓など）の親骨を抜いたもので時折、才蔵（ボケと同様の役割）の頭をたたいて笑いを引き起こすという演出が多く用いられた。刊行年不明の速記本『滑稽高級萬歳大会』に収録されている若松家正右衛門・正之助の口演速記には、正之助が滑稽な地口を言うたびに、正右衛門が扇で正之助の頭を叩く場面が記録されている。砂川捨丸・中村春代の中村春代は扇子の骨を抜いた張扇に近い形状のものを手に持ち、砂川捨丸の頭をはたいて落ちをつけていた。
明治期から大正期にかけて、ツッコミがボケの頭を殴り飛ばすことで大きな笑いを生み出すための試行錯誤が様々にされた。漫才作家・龝村正治の証言によれば、浅田屋朝日・吉田菊丸の朝日は、中身をくり抜いた桐の拍子木で菊丸をどついていたほか、横山エンタツは若手時代に2代目菅原家千代丸と組んでいた頃、長さ2間（約3.6メートル）・直径3寸（約9センチメートル）の巨大な青竹で千代丸をどついていたという。このほか、一斗缶、ゴム長靴をツッコミに用いたコンビがいたとされる。これらの道具のほとんどは大きな音の割に痛みや怪我をもたらさない工夫がされたものだったが、長靴だけは例外的に激しい痛みをともなうものであったという。
大きな音、安全性、これまでの漫才スタイルの維持、といった課題の並立を独自の工夫で図ったのが桂梅三・花廼家すみれで、すみれの持つ張扇に癇癪玉を仕込み、梅三の頭をはたいた際に大きな音が出るようにした。

### 紙製ハリセン
チャンバラトリオがコントで用いて「大阪名物ハリセンチョップ」と称したことによって広く知られるにいたったハリセンは、厚手の紙製で、蛇腹状に折られた一方はガムテープ等で巻いた握りになっており、反対側は扇子状に開かれている。握りの部分を持ち、扇子状の部分で扇子を畳む方向で他人の頭や顔などを叩く。ハリセンの（見かけ上の）威力の大きさを表現する目的で、非常に巨大に作ることもある。
「良い音が鳴り、なおかつ痛くない」ものがよいハリセンとされる。チャンバラトリオの弟子で、ハリセンの製造法を伝承された青野敏行は、紙の折り方を誤ると、皮膚が切れて怪我をするとしている。
前述のチャンバラトリオなどによりテレビのお笑い番組で著名になったことから、大阪または関西のお笑い文化や、行為としての「ツッコミ」を象徴するものとして、グッズやフィクション作品内のモチーフ・キャラクター名などにしばしば取り入れられる。

### 使用の自粛
2022年4月15日、放送倫理・番組向上機構の青少年委員会は「痛みを伴うことを笑いの対象とするバラエティー」は他人の心身の痛みを嘲笑する演出であり、視聴する青少年の発達に影響を与える可能性があるとする見解を公表。これ以降、テレビ番組でハリセンの使用が自粛されることとなった。

## ハリセンを用いたグループ・放送番組等
チャンバラトリオ
ツッコミの代わりに、ボケ役をハリセンで叩いて笑いをとった。
チャンバラトリオ1番弟子の
チャンバラＺ
チャンバラトリオの伝統のハリセンを現在も舞台TVなどで楽しく披露している
モーレツ!!しごき教室
MBSテレビのお笑い番組。一発芸などを若手芸人に即興で披露させ、おもしろくなければ司会者が「ハリセンチョップ」をお見舞いした。
THE STAMP SHOW!!
フジテレビのバラエティ番組『めちゃ²イケてるッ!』内のコーナー。サイコロを使ったゲームをし、負けた者をハリセンで殴打する。
ハリセン大喜利
テレビ東京の番組『爆笑!おもしろ寄席』内の同コーナーで、鈴々舎馬風が回答者をハリセンで叩く「ハリセン大魔王」に扮した。
アコのゴッド姉ちゃん
日本テレビの番組『金曜10時!うわさのチャンネル!!』内の同コーナーで、和田アキ子がハリセンで出演者をど突き倒した。
ハリセン娘小川リエ
歌手小川リエが「あっぱれハリセン娘」を歌いながら、お客さんをポンッポンッとたたいていく。
このハリセンは「招福ハリセン」と呼ばれ、叩かれた人は御利益が有るとか願いが叶うと言われ、〝幸福ハリセン〟として、みんな喜んで叩かれている。小川リエはチャンバラトリオの弟子。

## ハリセンが登場するフィクション作品
のだめカンタービレ
登場人物の江藤耕造（桃ヶ丘音楽大学ピアノ科教授。大阪府出身）のあだ名は「ハリセン」。
魔法先生ネギま!
登場人物の神楽坂明日菜が武器として使用する。身の丈以上の長さの大剣になることもある。
ハヤテのごとく!
登場人物の愛沢咲夜（関西出身）が携帯用のハリセンを持っており、状況に応じてツッコミをくり出す。
ファンタシースターオンライン
レアな近接武器として「ハリセン」（セイバー属性）及び「ハリセン」のソード版「芸の道」が登場する。攻撃の度にパンッという音がする。
フルメタル・パニック!
千鳥かなめが相良宗介に対するツッコミによく使用している。また、当作品が参戦するゲーム『スーパーロボット大戦W』では「かなめのハリセン」というスキルパーツが登場する。
ドラゴンクエストIII そして伝説へ…
SFC版・GBC版には武器として「はがねのはりせん」が登場する。
大乱闘スマッシュブラザーズシリーズ
打撃武器として登場している。一部のコアプレイヤーからは最強の武器とも言われている。
ラストブロンクス
登場人物のKUROSAWAの武器（木刀）が、隠しコマンド入力によりハリセンに変化する。
ふしぎ遊戯
翼宿の武器として登場する。名を鉄扇。本人曰く扇らしいが形はハリセンである。炎が出てくる。
テイルズ オブ シンフォニア
登場人物のロイドの武器として登場する。
ボボボーボ・ボーボボ
暴力描写を軽減させるため、テレビアニメ版のみ、敵味方問わずツッコミ用の道具として登場する。
サルゲッチュ　ピポサル戦記
オープニングで王様が王子を起こすのに使用。主人公の武器としても登場。また、敵キャラに『ハリセン像』というキャラクターが登場。
龍が如くシリーズ
『2』と『OF THE END』に登場。『2』では大阪の呼び込みと顔馴染みになることで戦闘開始時に「呼び込みハリセン」で援護してくれる。『OF THE END』では特定のサブストーリーにて武器として使用される。
恋愛ラボ
主人公の武器として登場する。
妖怪ウォッチ
主人公の武器として登場する。
スナックワールド
登場人物のマヨネが、ツッコミをするときに使う。また、ゲームではハリセンソードというハリセンに持ち手が付いたジャラが登場する。
がんばれゴエモン2 奇天烈将軍マッギネス
登場人物のエビス丸の武器として登場する。強化アイテム取得により2段階までパワーアップし、最終的に金色のハリセン（かんしゃくハリセン）となる。

## グッズ
大阪エヴェッサ・ハリセン
大阪エヴェッサの公式応援グッズ。
ガンバハリセン
ガンバ大阪の公式応援グッズ。
明和電機
製品（作品）の一つに収納型・カウンター付きハリセン「ハリセンボンブ」を発表。